# 404 (singel)
404 – wspólny singiel polskich zespołów hip-hopowych Pokahontaz i Kaliber 44 promujący album REset tego pierwszego.

## Twórcy
Opracowano na podstawie materiału źródłowego.
- Sebastian „Rahim” Salbert – wokal, słowa
- Wojciech „Fokus” Alszer – wokal, słowa
- Marcin „Abradab” Marten – wokal, słowa
- Michał „Joka” Marten – wokal, słowa
- Piotr „Magik” Łuszcz (nagranie archiwalne) – wokal
- Tomasz „Magiera” Janiszewski – produkcja, miksowanie
- Jarosław „DJ Jaroz“ Pakuszyński – skrecze
- Michał „Eprom” Baj – mastering